# Règne d'Isabelle II
 (décembre 2020).
Si vous disposez d'ouvrages ou d'articles de référence ou si vous connaissez des sites web de qualité traitant du thème abordé ici, merci de compléter l'article en donnant les références utiles à sa vérifiabilité et en les liant à la section « Notes et références ».
1833–1868
Entités précédentes :
- Royaume d'Espagne (restauration absolutiste)

Entités suivantes :
- Sexenio Democrático

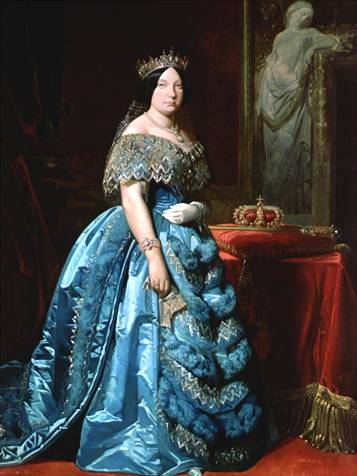
Isabelle II d'Espagne

Le règne d'Isabelle II d'Espagne (1833 – 1868) est marqué par une grande influence des militaires sur la politique du pays et une forte instabilité du pouvoir, plongeant l'Espagne dans l'équivalent d'une guerre civile.
À la mort de Ferdinand VII, le 29 septembre 1833, son épouse, Marie-Christine de Bourbon-Siciles, assuma la régence avec l'appui des libéraux et au nom de sa fille, la future reine Isabelle II. Le conflit avec son beau-frère, Charles Marie Isidore de Bourbon (Don Carlos), qui aspirait au trône en affirmant que la loi salique était en vigueur entraîna le pays dans la première guerre carliste, dont les partisans libéraux d'Isabelle sortirent vainqueurs.
Après la concession par les Cortes generales d'une majorité anticipée à Isabelle en réaction à l'échec de la régence d'Espartero en 1843, plusieurs périodes se succédèrent, caractérisées par différentes tentatives manquées de modernisation de l'Espagne. Cependant, les tensions internes entre les dénommés « libéraux », la pression que continuaient d'exercer les partisans d'un absolutisme plus ou moins modéré, les gouvernements totalement influencés par l'institution militaire, l'échec final face aux difficultés économiques et la décadence de l'Union libérale aboutirent, à la suite du pronunciamiento du général Joan Prim en 1868 et à l'exil en France d'Isabelle, à la première période démocratique en Espagne, connue sous le nom de Sexenio Democrático.
La personnalité de la reine Isabelle, puérile, peu habile pour gouverner et sous la pression permanente de la Cour, en particulier de sa propre mère et des généraux Narváez, Espartero et O'Donnell, rendit impossible la transition de l'Ancien Régime vers un modèle plus libéral. Le règne personnel d'Isabelle II fut plutôt impopulaire et agité ; assez rapidement, la réalité du pouvoir appartint à l'armée et ce furent des généraux qui contrôlèrent le pays. Tout ceci explique que l'Espagne aborda le dernier tiers du XIXe siècle dans des conditions nettement défavorables par rapport aux autres puissances européennes.

## L'Espagne en 1833
L'Espagne de 1833 se présentait comme un pays instable sur le plan politique, archaïque dans les domaines économique et social, faible et hésitant sur le plan diplomatique.
Près de vingt ans après la restauration monarchique, la situation politique espagnole n'était toujours pas stabilisée, la Constitution libérale de 1812 ayant été enterrée lors de la répression de la décennie abominable (la década ominosa) menée par un pouvoir absolutiste particulièrement réactionnaire (1823-1833). La fin du règne de Ferdinand VII fut cependant marquée par une évolution favorable au libéralisme : le roi se rapprocha en effet des libéraux les plus modérés. Ceux-ci, recrutés au sein d'une bourgeoisie embryonnaire de négociants castillans ou d'entrepreneurs catalans, évoluaient eux-mêmes vers un certain conservatisme.
L'économie du pays était marquée par une industrialisation encore balbutiante.
Mise au pas par l'expédition française de 1823, privée de la plupart de ses colonies américaines dès 1824, paralysée par ses troubles internes, l'Espagne n'exerçait plus de réelle influence dans le reste du monde et, oscillant entre une alliance avec l'Angleterre ou un rapprochement avec la France, elle apparaissait de plus en plus isolée en Europe.

## Les régences de Marie-Christine et d'Espartero (1833-1843)

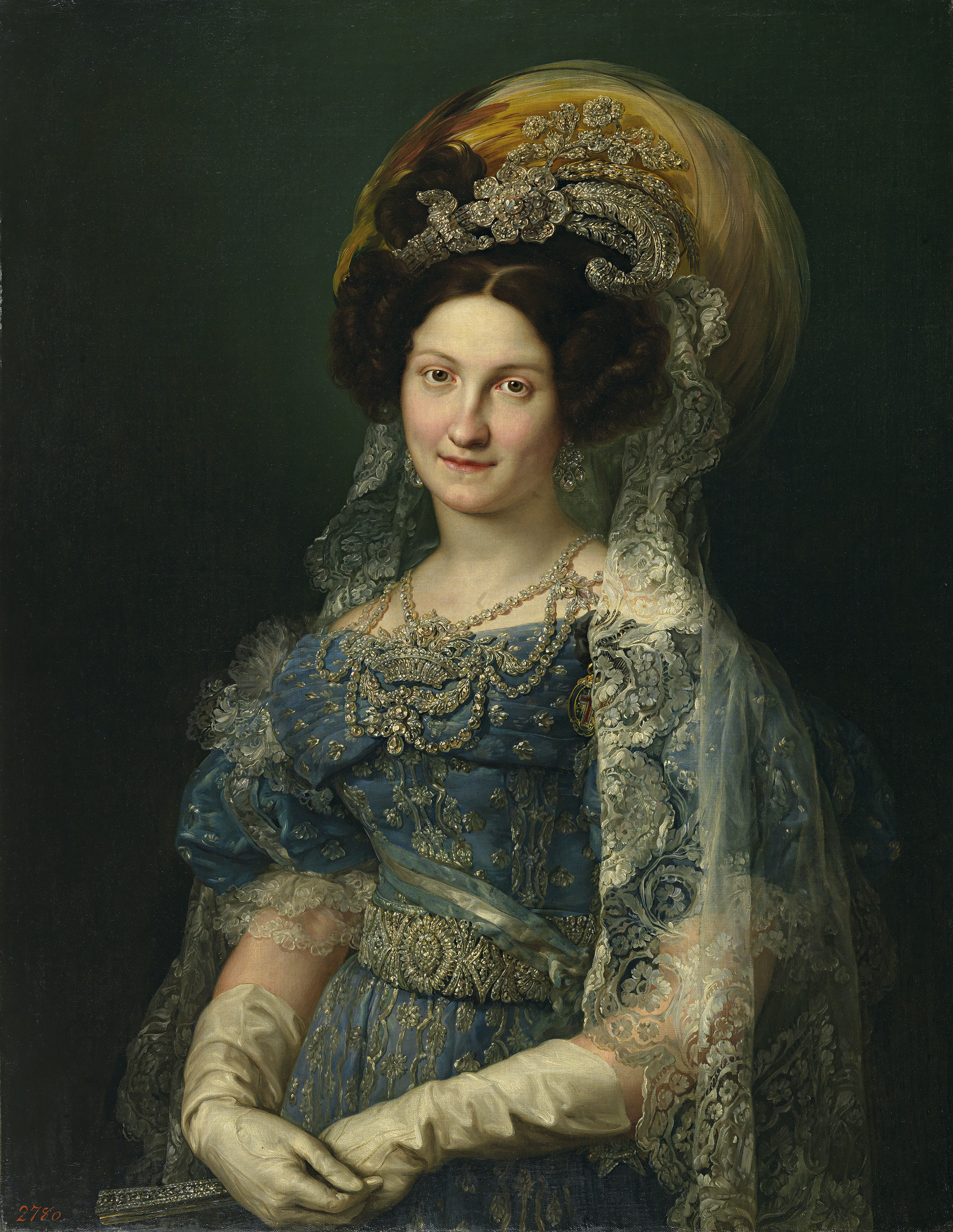
Marie-Christine de Bourbon

La régence de Marie-Christine fut marquée par la guerre civile et l'affrontement entre les généraux, dont les aspirations et les critères dominaient non seulement la vie du pays mais aussi le développement naissant des partis politiques. Francisco Cea Bermúdez, très proche des thèses absolutistes du défunt Ferdinand VII fut le premier président du Conseil des Ministres. L'absence d'avancées libérales entraîna le départ de Cea Bérmudez et l'arrivée de Martínez de la Rosa, qui convainquit la régente de promulguer le Statut royal de 1834, qui constituait une régression par rapport à la Constitution de Cadix.
L'échec des conservateurs amena les libéraux au pouvoir durant l'été 1835. La personnalité la plus marquante de cette période fut Juan Álvarez Mendizábal, homme politique et économiste qualifié et renommé, qui parvint à mettre fin aux soulèvements libéraux dans toute l'Espagne et initia des réformes économiques et politiques, dont les plus importantes concernaient l'armée et les finances publiques, avec le processus de désamortissement des biens de l'Église catholique romaine. Après la démission de Mendizabal, débordé par de multiples conflits, fut promulguée la Constitution de 1837, œuvre de José María Calatrava, dans une tentative pour concilier l'esprit de la Constitution de Cadix et celui des partisans de l'Ancien Régime.
La guerre carliste engendra de graves difficultés économiques et politiques. La lutte contre l'armée du carliste Tomás de Zumalacárregui, qui avait pris les armes dès 1833, obligea la régente à accorder une grande partie de sa confiance aux militaires christiniens (militares christinos) qui acquirent une grande renommée dans la population. Parmi eux se fit remarquer le général Espartero, chargé de consigner la victoire finale dans la Convention de Oñate. Cette situation, dans laquelle les militaires se substituaient aux partis politiques affaiblis, provoqua une crise gouvernementale permanente au cours de laquelle les intérêts des différents commandements militaires imposèrent des gouvernements successifs qui manquaient d'autorité.

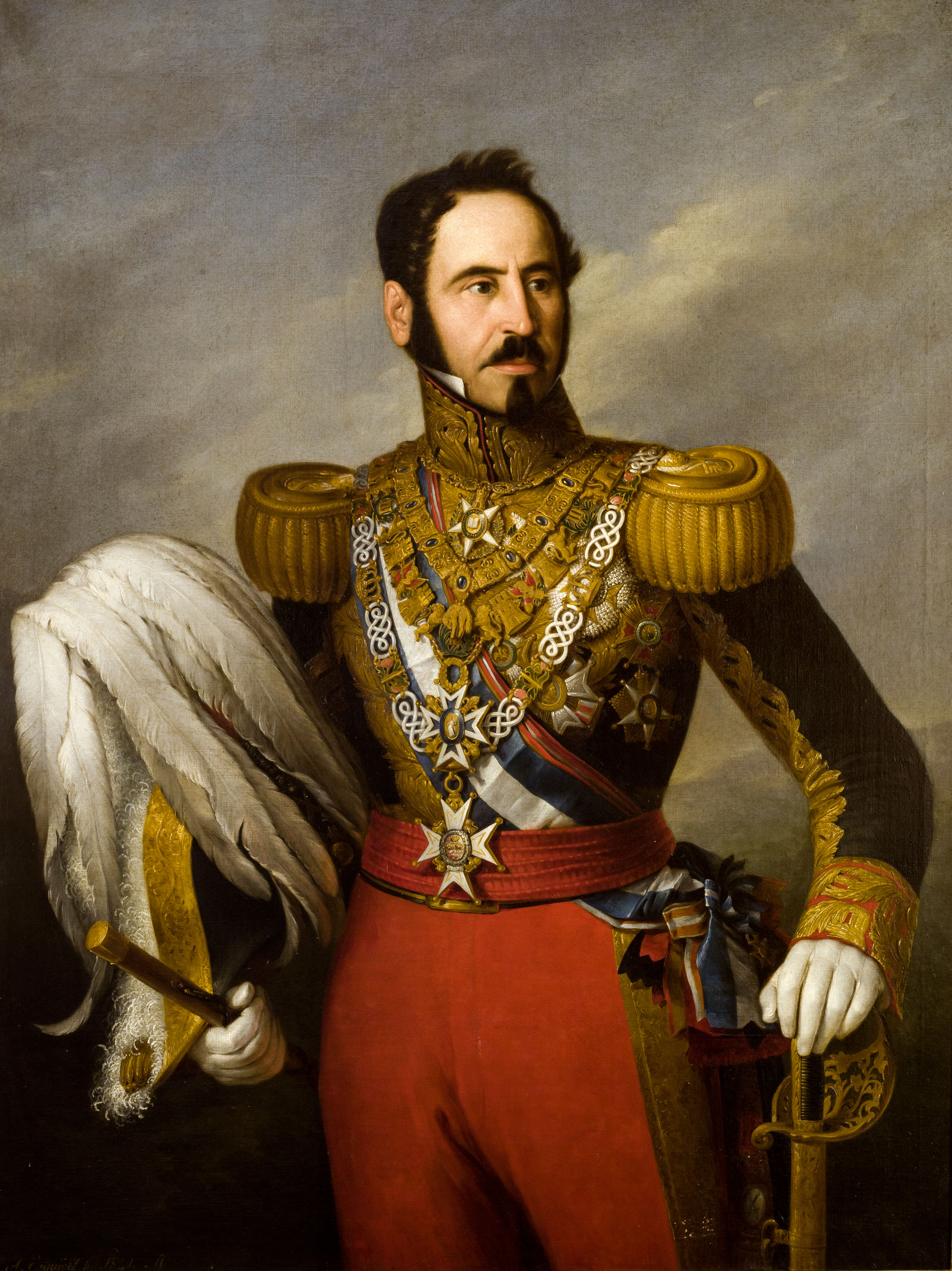
Baldomero Espartero

En 1840, Marie-Christine, consciente de sa faiblesse, tenta de négocier un accord avec Espartero, mais celui-ci poursuivit ses intrigues jusqu'à ce qu'éclate la révolution libérale à Madrid le 1er septembre. Marie-Christine se vit contrainte d'abandonner la Régence aux mains d'Espartero, et de s'exiler en France.
Dès le 12 octobre 1840, avec un large soutien populaire, Espartero assuma la Régence. Cependant, le général ne sut pas s'entourer de l'esprit libéral qui l'avait amené au pouvoir, et il préféra confier les affaires les plus importantes à ses anciens compagnons d'armes de la Guerre Carliste et de la bataille d'Ayacucho.
De fait, il exerça la Régence sous la forme d'une dictature militaire. Pour leur part, les conservateurs représentés par Leopoldo O'Donnell et Ramón María Narváez multipliaient les pronunciamientos. En 1843, la détérioration politico-économique et l'impopularité d'Espartero étaient devenues telles que même ses anciens alliés libéraux qui l'avaient soutenu trois ans auparavant conspiraient contre lui. Le 11 juin 1843, le soulèvement des modérés fut même protégé par les hommes de confiance d'Espartero comme Joaquín María López et Salustiano Olózaga, ce qui contraignit le général à abandonner le pouvoir et à s'exiler à Londres.

## La majorité de la ReineIsabelleII
Avec la chute d'Espartero, l'ensemble de la classe politique et militaire s'accorda pour convenir qu'il ne fallait pas instaurer une nouvelle Régence, mais plutôt reconnaître la majorité de la reine, bien qu'Isabelle n'eût que treize ans. C'est ainsi que se joua, jusqu'en 1868, un règne complexe, non exempt de vicissitudes, qui marqua la situation politique du XIXe siècle et d'une partie du XXe siècle en Espagne.
Sous ce règne, plusieurs périodes se succédèrent, marquées par des changements dans la situation politique, économique et sociale ; on en distingue trois : la Décennie modérée jusqu'en 1854, le Biennat progressiste jusqu'en 1856, suivi des gouvernements de l'Union libérale (Unión Liberal) jusqu'en 1868.

### Des débuts tumultueux
Isabelle II prêta serment à la Constitution de 1837 le 10 novembre 1843 devant les Cortes générales. Immédiatement, elle demanda au progressiste Salustiano Olózaga[précision nécessaire], le négociateur du retour d'exil de Marie-Christine, la formation de son premier gouvernement. Cependant, Olózaga n'obtint pas son élection au poste de président du Congrès des Députés et, accusé - sans fondement - par le réactionnaire Luis González Bravo d'avoir intrigué contre la Reine, et de l'avoir forcée à signer le décret de dissolution des Cortes (dissolution intervenue le 28 novembre), il fut obligé de démissionner, ce qui entraîna la rupture de l'accord de facto entre progressistes et modérés qui avait mis fin à la régence d'Espartero.

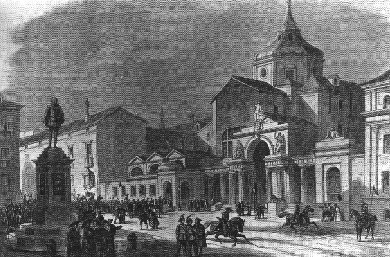
Gravure du Palais des Cortes en 1843.

González Bravo, agissant en réalité pour le compte du général Narváez, fut nommé nouveau président du Conseil des Ministres le 1er décembre et proposa immédiatement un débat à l'Assemblée sur l'accusation contre Olózaga. Au fur et à mesure des séances, ce dernier mit en évidence le caractère infondé des accusations mais González Bravo, qui disposait de la majorité parlementaire, put remporter le vote ; Olózaga partit pour l'Angleterre, non pas tant parce qu'on l'aurait sommé de s'exiler, mais par crainte pour sa propre vie, qui était menacée à Madrid.

### La Décennie modérée

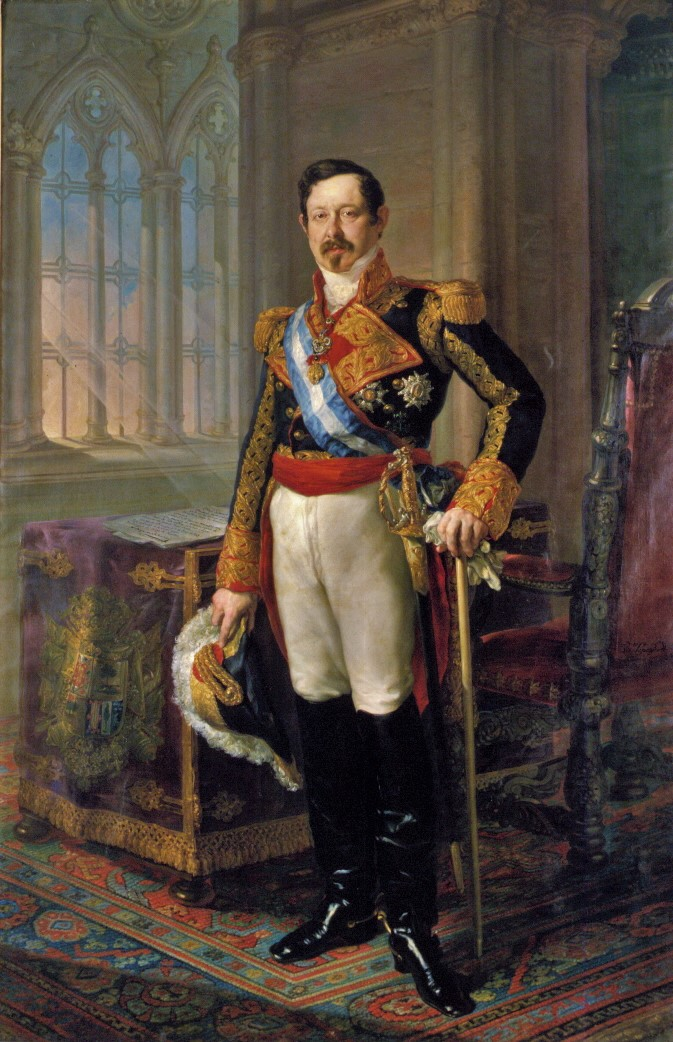
Le général Ramón María Narváez.

La direction du Parti modéré revint par la suite à Narváez, qui assuma la Présidence du Gouvernement, initiant ainsi la période nommée la Décennie Modérée. Pendant cette période d'une relative stabilité, ceux qu'on appelait les modérés tentèrent d'annuler les avancées de la régence d'Espartero en matière de libertés, en dictant une nouvelle constitution, la Constitution espagnole de 1845, qui revenait au modèle de souveraineté partagée entre le roi et les Cortes et renforçait les pouvoirs de la Couronne.
La division du Parti modéré fut évidente dès les premiers moments, et elle contribua à l'instabilité finale, qui provoqua plus tard, le 11 février 1846, la chute de Narváez, associé aux négociations conflictuelles en vue du mariage de la Reine. En effet, celle-ci se maria la même année, le 10 octobre, avec François d'Assise de Bourbon, son cousin. Auparavant, la mère de la Reine, l'ancienne régente Marie Christine avait ourdi un projet matrimonial pour marier sa fille à l'héritier de la Couronne française. De tels desseins avaient déclenché la méfiance de l'Angleterre, désireuse à tout prix de maintenir le respect du traité d'Utrecht et d'éviter l'union des deux nations sous un seul roi. Après les accords d'Eu, le nombre de candidats possibles pour Isabelle se réduisit à une demi-douzaine, parmi lesquelles on choisit François d'Assise de Bourbon.

#### Succession de gouvernements
Le gouvernement de Francisco Javier de Istúriz réussit à se maintenir en place jusqu'au 28 janvier 1847. Mendizabal et Olózaga, de retour d'exil par autorisation personnelle de la reine, menèrent une offensive pour le contrôle des Cortes qui l'obligea à démissionner. De janvier à octobre de cette année-là se succèdent trois gouvernements sans ligne politique claire, tandis que les carlistes continuaient à créer des problèmes et alors que quelques émigrés espagnols revenaient d'exil avec l'espoir de voir un régime libéral instauré en Espagne.
Le 4 octobre, Narváez fut de nouveau nommé président et il désigna le conservateur Bravo Murillo pour être son bras droit et ministre des Travaux publics. Le nouveau gouvernement fut stable au début, jusqu'à ce que la révolution de 1848 qui parcourait l'Europe, menée par le mouvement ouvrier et la bourgeoisie libérale, provoque des insurrections dans l'intérieur de Espagne, qui furent durement réprimées ; en outre, il se produisit une rupture des relations diplomatiques avec le Royaume-Uni, accusé d'avoir aidé et fomenté  la seconde guerre carliste dite Guerre des Matiners. Narváez agit comme un véritable dictateur, affrontant la reine, le prince consort, les libéraux et les absolutistes. Cette situation d'affrontement dura jusqu'au 10 janvier 1851, date à laquelle il se vit obligé de démissionner et fut remplacé par Bravo Murillo.
Sous le gouvernement conservateur de Bravo Murillo, on assista à la révélation du haut degré de corruption publique, fruit d'une grande croissance économique désordonnée et d'intrigues internes pour tirer profit des concessions publiques, une situation dans laquelle la famille royale elle-même, au complet, était impliquée. Bravo Murillo, que beaucoup considèrent comme un serviteur public honnête, démissionna en 1852 et trois autres gouvernements lui succédèrent jusqu'en juin 1854. Pendant ce temps, Leopold O'Donnell, ancien collaborateur de l'ex-régente Marie-Christine, s'allia aux modérés les plus libéraux et tenta d'organiser un soulèvement, avec l'appui d'un bon nombre d'officiers et de certaines des figures les plus marquantes de la vie politique, quelques années plus tard, comme Antonio Cánovas del Castillo. Le 28 juin, O'Donnell, qui s'était caché à Madrid, s'allia à diverses forces et affronta les troupes fidèles au gouvernement à Vicálvaro, dans une bataille connue sous le nom de Vicalvarada, sans qu'un camp pût clairement être désigné vainqueur. Tout au long des mois de juin et de juillet, d'autres troupes s'unirent au soulèvement à Barcelone. Le 17 juillet, à Madrid, des civils et des militaires investirent la rue dans une succession d'actes violents, allant jusqu'à mettre en danger la vie de la mère de la reine, Marie-Christine, qui dut chercher refuge. Les barricades et les distributions d'armes donnèrent la victoire à un peuple las de la corruption ambiante.

#### Mesures les plus marquantes de laDécennie Modérée
Afin d'apaiser le conflit avec le Saint-Siège, né des processus de désamortissement menés à terme par Mendizábal au cours de la période précédente, un concordat avec le pape Pie IX fut signé en 1851, le second dans l'histoire de l'Espagne. En résumé, il établissait une politique de protection des biens de l'Église catholique romaine en cas de nouveaux processus de saisie de ceux-ci, spécialement de saisie des biens civils; on freina la vente de ceux qui étaient encore aux mains de l'État, et l'Église Catholique obtint des compensations financières. Dans son article premier, le Concordat établissait que :
La religion catholique, apostolique, romaine qui, à l'exclusion de tout autre culte, reste la seule de la nation espagnole conservera toujours dans les domaines de S.M. Catholique tous les droits et prérogatives dont elle doit jouir selon la loi de Dieu et les dispositions des canons sacrés (...).
Sur le plan législatif, diverses lois organiques furent approuvées qui accentuèrent la centralisation de l'administration publique par le biais d'un contrôle du pouvoir politique sur les municipalités et les universités, dans une tentative évidente pour contenir les Juntas (pouvoirs exécutifs régionaux), qui restaient encore actives et indépendantes dans tout l'État, très influencées par les libéraux.

### Le Biennat progressiste
Après quelques tentatives désespérées pour nommer un président du Conseil qui maîtrise le désordre ambiant, la Reine se rendit finalement à l'évidence, et suivant le conseil de sa mère, pour éviter de voir le traître O'Donnell au pouvoir, nomma Espartero Président. Avec lui commença ce qu'il est convenu d'appeler le Bienio Progresista (les deux ans progressistes).
Le 28 juin 1854, Espartero et O'Donnell entrèrent dans Madrid, acclamés par la foule comme des héros. La Reine chargea Espartero de former un gouvernement, et celui-ci se vit obligé de nommer O´Donnell ministre de la Guerre en raison de sa popularité et du contrôle qu'il exerçait déjà sur de vastes secteurs militaires. Cette union perverse entre les deux, apparemment fidèles l'un à l'autre, ne fut pas exempte de problèmes. Tandis qu'O'Donnel tentait de contrer les pratiques libérales d'Espartero quant à sa position sur l'Église et le désamortissement, l'ancien régent cherchait une voie vers le libéralisme en Espagne, très influencée par sa propre personnalité et les changements qui s'opéraient alors en Europe.
O'Donnell prépara l'ébauche de l'Union libérale alors qu'il cohabitait au gouvernement avec Espartero. Les élections à l'assemblée constituante de 1854 elles-mêmes donnèrent un plus grand nombre de sièges aux partisans du premier. Dans ces conditions, il n'est pas étonnant que les tentatives de cohabitation aient échoué, en particulier sur la question religieuse, au moment du désamortissement de Madoz, lorsque fut présenté devant les Cortes un projet de loi déclarant que nul ne pouvait être inquiété pour ses croyances (liberté de croyance). La proposition fut adoptée et les relations avec le Saint-Siège furent rompues, le concordat de 1851 tombant dans l'oubli. Mais pour O'Donnell, la situation était inacceptable. Espartero, conscient de la situation, joua de son influence pour défendre le libéralisme, mobilisant la Milice Nationale et la presse contre les ministres modérés. Cependant, dans une situation aussi instable, aggravée par les soulèvements carlistes à Valence et une situation économique très critique, la reine préféra remettre la direction du gouvernement à O'Donnell. Les deux camps s'affrontèrent violemment par des actions militaires dans les rues les 14 et 15 juillet 1856, date à laquelle Espartero préféra se retirer.

### Les gouvernements de l'Union libérale

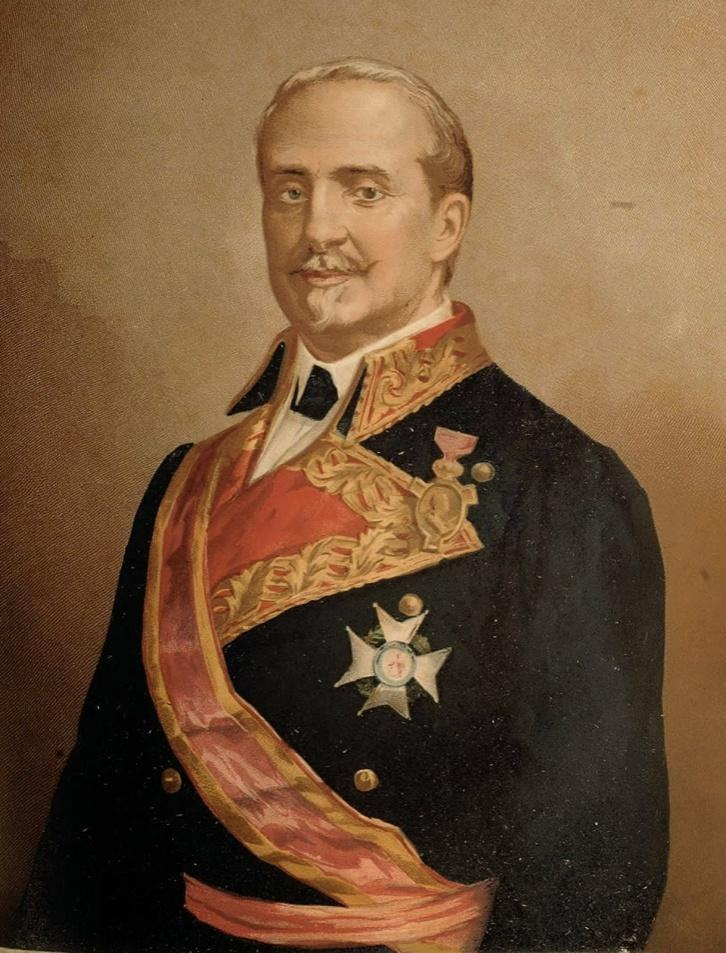
Le général O'Donnell fut à l'origine du Bieno progresista et l'artisan des gouvernements de l'Union libérale.

Une fois nommé président du conseil, O'Donnell restaura la Constitution de 1845 par un Acte Additionnel, avec lequel il tenta de s'attirer les milieux libéraux. Les luttes entre factions libérales et modérées ainsi que les luttes internes aux factions continuèrent malgré tout. Après les événements de juillet, la faiblesse politique d'O'Donnell amena la reine à rappeler Narváez au gouvernement. L'instabilité dura jusqu'en 1857. Avec un nouveau retour d'O'Donnell commença la longue marche des gouvernements de l'Union libérale.
Le 30 juin 1858, O'Donnell forma un gouvernement dans lequel il se réservait le ministère de la Guerre. Le cabinet dura quatre ans et demi, jusqu'au 17 janvier 1863, et fut le gouvernement le plus stable de la période. Malgré quelques changements ponctuels, il ne compta pas plus d'une douzaine de ministres. Les personnes clefs du nouvel exécutif étaient les ministres du Budget, Pedro Salaverría (es), chargé de soutenir la reprise économique, et celui de l'Intérieur, José de Posada Herrera, qui contrôlait habilement les listes électorales et la discipline des membres du nouveau parti : l'Union Libérale.
On rétablit de nouveau la Constitution de 1845, et les élections aux Cortes du 20 septembre 1858 conférèrent à l'Union libérale un contrôle absolu du pouvoir législatif. Les mesures les plus significatives furent les grands investissements dans les travaux publics, avec l'octroi de crédits extraordinaires, qui permirent le développement du chemin de fer et l'amélioration de l'armée; la politique de désamortissement fut poursuivie, bien que l'État remît en échange à l'Église une part de la dette publique et quoiqu'il rétablît le Concordat de 1851; différentes lois furent adoptées, qui devaient avoir un rôle majeur par la suite et restèrent en vigueur jusqu'au XXe siècle : Loi Hypothécaire, réforme administrative interne de l'administration centrale et des municipalités; enfin, le premier Plan national de construction routière fut mis en place. Le gouvernement essuya cependant quelques échecs : il ne parvint pas à éliminer la corruption politique et économique qui gangrenait tous les échelons du pouvoir; la loi annoncée sur la liberté de la presse ne fut pas adoptée et, à partir de 1861, il vit s'affaiblir ses appuis parlementaires.

#### Soulèvements carlistes et paysans
En 1860 se produisit le soulèvement carliste de San Carlos de la Rápita, dirigé par le prétendant au trône Charles Louis de Bourbon. Il tentait de débarquer depuis les Baléares près de Tarragone avec l'équivalent d'un régiment de ses fidèles pour entamer une nouvelle guerre carliste, mais sa tentative se solda par un échec retentissant. On assista  à la même époque au soulèvement paysan de Loja dirigé par le vétérinaire Rafael Pérez del Álamo; le premier grand mouvement paysan pour la défense de la terre et du travail fut durement réprimé et écrasé en peu de temps avec plusieurs condamnations à mort à la clef.

#### La politique étrangère
Après l'indépendance des pays sud-américains dans les années 1820 et la défaite de Trafalgar, l'Espagne avait dû faire face à une inévitable remise en question de sa condition de puissance coloniale, alors même que son rôle en Europe avait considérablement diminué. La France et le Royaume-Uni occupaient tout l'espace européen et leurs empires respectifs s'étendaient en Amérique, Asie et Afrique.
La politique étrangère consista donc à essayer de maintenir la condition de puissance de second plan de l'Espagne, une tâche rendue difficile par plusieurs éléments. Tout d'abord, le caractère mal défini de l'action internationale espagnole, même pendant la période de gouvernement de l'Union libérale; en second lieu, la tentative pour conserver en différents points du globe des intérêts économiques, qui cependant, ne pouvaient pas compter sur une armée moderne et active dont ne disposait pas le pays; troisièmement, le manque d'efficacité et de connaissance de la politique internationale de la part de la Reine elle-même; et enfin, l'indéniable supériorité militaire et économique des Français et des Britanniques.
Le panorama européen avait changé. D'un côté, la Grande-Bretagne et la France, loin de s'affronter comme par le passé, s'étaient alliées, et aidaient Isabelle à se maintenir sur le trône. La Prusse, l'Autriche et la Russie étaient favorables aux carlistes, à qui elles apportaient un soutien plus ou moins voilé. Dans ces circonstances, l'Espagne intégra en 1834 la Quadruple Alliance en même temps que le Portugal, avec des principes simples : la France et la Grande-Bretagne soutiendraient la monarchie isabelline à condition que celle-ci mène une politique étrangère convenue entre les deux, même si dans le cas où les deux puissances auraient des positions différentes, l'Espagne pouvait défendre la sienne propre.
Durant les gouvernements de l'Union libérale, et même avant 1848, l'Espagne se sentit capable de récupérer une partie de sa gloire passée, avec le consentement des puissances qui veillaient sur elle. Ainsi s'expliquent certaines actions dites de prestige ou d'exaltation patriotique, qui rencontrèrent un grand appui populaire : expédition franco-espagnole en Cochinchine de 1857 à 1862, participation à la guerre de Crimée, guerre d'Afrique de 1859. Au cours de cette dernière expédition, O'Donnell se forgea un grand soutien populaire et un grand prestige en consolidant les positions de Ceuta et Melilla; il ne put cependant prendre Tanger à cause de pressions anglaises). L'Espagne participa encore à l'expédition franco-espagnole au Mexique, à l'annexion de Saint-Domingue en 1861 et à l'inutile "Première Guerre du Pacifique" en 1863 (guerre hispano-sud-américaine).

### Chute du gouvernement de l'Union Libérale
En 1861, la politique de harcèlement du gouvernement d'O'Donnell par le parti modéré et le parti progressiste s'accentua fortement. Plusieurs membres abandonnèrent l'Union libérale en raison de divergences avec le cabinet, parmi eux des personnalités aussi influentes que Cánovas, Antonio de los Ríos Rosas (un de ses fondateurs) et le général Joan Prim lui-même. Le motif récurrent était la trahison des idées qui avaient amené le prestigieux général au pouvoir. Des membres de l'armée et de la bourgeoisie catalane se joignirent à eux. Les divergences ne furent pas résolues par la démission de Posada Herrera en janvier 1863. Aussi le 2 mars, la reine accepta la démission d'O'Donnell.

### Décadence et fin du règne
Remplacer O'Donnell n'était pas tâche aisée. Les partis traditionnels faisaient face à de nombreux problèmes et affrontements internes. Les militants du parti modéré offrirent la possibilité de constituer un nouveau gouvernement avec le général Fernando Fernández de Córdova. Les progressistes, menés par Pascual Madoz, estimaient opportune une dissolution des Cortes. La reine confia finalement le gouvernement à Manuel Pando Fernández de Pineda, comte de Miraflores, qui, ne pouvant compter que sur de maigres appuis, ne dura pas au-delà de janvier 1864. Sept autres gouvernements se succédèrent jusqu'en 1868, le plus notable étant celui dirigé par Alejandro Mon y Menéndez, avec Cánovas à l'Intérieur et Salaverría au Budget. Pour leur part, les progressistes estimaient qu'Espartero avait fait son temps, et Olózaga et Prim mirent en place une alternative qui ne comptait plus sur les capacités d'Isabelle II pour sortir de cette crise permanente.
Narváez forma un gouvernement le 16 septembre 1864 avec l'intention d'unir les forces et de faire naître un esprit d'union qui permettrait l'intégration des progressistes dans la politique active, de peur que la remise en cause du règne ne s'aggrave. Le refus des progressistes de participer dans un système qu'ils considéraient comme corrompu et caduc entraîna Narváez vers l'autoritarisme et des démissions en rafale au sein du cabinet. À tout ceci s'ajoutèrent, au discrédit du gouvernement, les événements de la nuit de Saint-Daniel (Noche de San Daniel) le 10 avril 1865: les étudiants de la capitale protestaient contre les mesures d'Antonio Alcalá Galiano, qui tentait d'écarter rationalisme et krausisme des salles de cours, en maintenant la vieille doctrine de la morale officielle de l'Église catholique; ils protestaient aussi contre la destitution d'Emilio Castelar de la chaire d'histoire pour ses articles publiés dans La Democracia, où il dénonçait la vente du Patrimoine Royal avec appropriation par la reine de 25 % du bénéfice des ventes. La dure répression gouvernementale provoqua la mort de treize étudiants.
La crise entraîna la formation d'un nouveau gouvernement le 21 juin avec le retour d'O'Donnell, Cánovas et Manuel Alonso Martínez au Ministère des Finances, en plus de quelques autres personnalités marquantes. On approuva, entre autres mesures, une nouvelle loi qui permettait d'accroître le corps électoral de 400 000 membres, presque le double du nombre antérieur, et des élections aux Cortes furent convoquées. Cependant, avant même qu'elles aient lieu, les progressistes annoncèrent leur non-participation. Dans ce contexte, Prim organisa le pronunciamiento de Villarejo de Salvanés, pour prendre le pouvoir par les armes, mais il échoua en raison d'une planification insuffisante. De nouveau, l'attitude hostile des progressistes déplut à O'Donnell, qui renforça le caractère autoritaire de son gouvernement, entraînant le soulèvement de la garnison de San Gil le 22 juin, de nouveau organisé par Prim, mais qui échoua à nouveau et se solda par plus de soixante condamnations à mort.
O'Donnell se retira, épuisé, de la vie politique, et il fut remplacé en juillet par Narváez, qui annula pour les insurgés les peines qui n'avaient pas encore été exécutées, mais maintint la rigueur autoritaire : expulsions des chaires des républicains et krausistes, renforcement de la censure et contrôle de l'ordre public. À la mort de Narváez, l'autoritaire Luis González Bravo lui succéda, mais la révolution était déjà en marche et la fin de la monarchie arriva le 19 septembre avec la révolution de 1868, La Gloriosa, aux cris de "À bas les Bourbons ! Vive l'Espagne honnête!", tandis qu'Isabelle partait s'exiler en France et que commençait le Sexenio Democrático.

## La société sousIsabelleII
L'Espagne du règne d'Isabelle II avait évolué par rapport à celle de son père, Ferdinand VII, surtout dans les domaines de l'économie, des travaux publics et des structures sociales. Mais ces changements, qui en Europe s'opéraient à une vitesse vertigineuse, furent en Espagne relativement lents et inconstants. D'un côté la population augmenta, passant de 12 à 16 millions d'habitants à la fin du règne, mais le taux de mortalité restait très élevé. La faim et la colère firent des ravages pendant toute la période. Le taux d'urbanisation était bas et le niveau d'instruction atteignait tout juste 20 % d'alphabétisés au sein de la population. De son côté, la nouvelle économie progressait très lentement. Tandis que la révolution industrielle changeait complètement l'économie européenne, en Espagne la guerre civile permanente contre les carlistes et l'incapacité à organiser un État libéral empêcha la naissance d'un réel processus d'industrialisation. Ce n'est qu'en quelques points précis du territoire de la péninsule, et avec de rares soutiens publics aux infrastructures, qu'on appréciait un certain changement vers le capitalisme.

### Croissance et développement de la population
En 1834, au commencement du règne, l'Espagne comptait environ 13 380 000 habitants, d'après les recensements officiels; vers 1860, ce nombre était passé à 15 674 000, avec une croissance moyenne de 0,56 % par an, la plus importante du XIXe siècle. Les raisons de cet accroissement démographique se trouvent dans l'amélioration des conditions sanitaires et hygiéniques. Cependant, contrairement à ce qu'on pourrait croire, le taux de mortalité restait très élevé (aux alentours de 27 pour 1000). Par contraste, en Europe, l'explosion démographique fut largement plus importante, parce que le nombre de décès se réduisit considérablement.
Les épidémies de choléra de 1834, 1855 et 1865, comme les famines de 1837, 1847, 1857 et 1867 (associées chaque décennie aux récoltes désastreuses) provoquèrent un carnage qui freina le développement.
Les flux migratoires  se tarirent vers les villes moyennes qui dans le passé avaient bénéficié de l'activité agricole, pour se tourner vers les villes les plus grandes, surtout celles qui commençaient à décoller, avec l'industrialisation naissante, comme Barcelone, Madrid, Valladolid, Bilbao, Saragosse et Malaga, ou vers les plus grandes aires industrielles du Nord comme le Pays basque et les Asturies. L'émigration s'accrut également, vers l'Amérique et la France ou l'Algérie française.

### Les classes sociales
La fin de l'Ancien Régime fut aussi une période de changements dans la société, qui passa d'une société d'états vers une structure en classes sociales. Mais l'Espagne ne connut pas de révolution bourgeoise sur le modèle français, pour la bonne raison qu'elle n'acheva pas sa restructuration comme le firent les sociétés industrielles du XIXe siècle. La noblesse et l'aristocratie diminuèrent, en nombre et en influence, bien que de manière très lente, en s'adaptant partiellement aux temps nouveaux. En 1836 fut promulgué un décret qui supprimait les liens personnels de toute sorte, mettant fin au système de l'économie féodale, et passant au modèle capitaliste. Le rôle politique de la noblesse fut moins grand que celui qu'exerçaient les militaires, bien que la Cour restât une source inépuisable de recours et de titres nobiliaires. De nombreux nobles accrurent leurs biens par les différents désamortissements (plus de 80 % des biens désamortis passèrent en leurs mains), même si dans certains lieux, cela aida à convertir les terres en friches en terres productives. Ce que les nobles conservèrent en tous cas, au cours des différentes réformes constitutionnelles, c'est leur droit d'accéder au Sénat, en tant que personnages illustres du Royaume.
La bourgeoisie industrielle espagnole se concentrait surtout à Madrid et Barcelone. Son nombre s'accrut, mais ses apports à la croissance économique et à l'industrialisation furent pauvres dans l'ensemble de l'Espagne, où les grandes entreprises étaient nettement dépendantes des investissements étrangers, britanniques en particulier. Malgré tout, la banque naissante joua un rôle actif dans l'ensemble de l'économie; les contrats de l'État pour le développement des travaux publics concentrèrent des capitaux; la conversion des terres désamorties vers de nouveaux usages agricoles permit, dans quelques zones, une certaine croissance et modernisation; les activités d'importation et exportation s'accrurent, et l'investissement immobilier fut très actif, avec de nouveaux plans de développement urbain. Plus que d'une bourgeoisie industrielle, il s'agissait une bourgeoisie de propriétaires terriens (burguesía terrateniente) qui, disposant d'une abondante main-d'œuvre, se préoccupait peu d'intégrer la mécanisation et la technologie moderne dans les exploitations agraires.
Une classe sociale intermédiaire apparut, constituée des ecclésiastiques, des fonctionnaires,
des militaires, des avocats et des professeurs. Hormis les premiers, qui virent leur nombre réduit à moins de la moitié (quelque 63 000 en 1860), le nombre des autres augmenta, surtout ceux qui étaient liés à l'administration publique. L'importance sociale de cette classe était caractéristique de la période isabelline : militaires et fonctionnaires étaient les clés du développement de l'Espagne.
Les dénommées "classes urbaines" étaient composées des artisans, des petits commerçants et des ouvriers. Les villes capitales de provinces, sauf quelques exceptions, virent leur population s'accroître, et il y eut une nouvelle composante : l'industrialisation. La société isabelline conservait encore un fort pourcentage d'artisanat, qui occupait environ 670 000 citadins, dans tous les secteurs et métiers, mais elle comptait aussi quelque 170 000 ouvriers qui travaillaient dans les nouvelles industries. Le chemin de fer atteignit le nombre de 15 000 employés. Au total, 24 % de la population dépendait de l'économie émergente.
Les travailleurs des champs se classaient en deux types de base : les journaliers, et les paysans ou laboureurs. Les journaliers, surtout dans la moitié sud de la péninsule, restaient dans une situation de misère profonde et la désamortisation les avait privés, non seulement des biens communaux qu'ils exploitaient auparavant, mais aussi de la possibilité de les acquérir ou d'obtenir un bail avantageux. Les paysans ou laboureurs, qui détenaient un titre de propriété du domaine ou un bail, avaient une meilleure situation. Les deux groupes représentaient, avec les rentiers, les bergers, les éleveurs et les pêcheurs 62 % de la population vers la fin du règne.

### Une économie en évolution
Au cours de cette période, l'économie espagnole a subi des changements importants. À partir de 1850, le processus qui a accéléré la modernisation a commencé, de nouvelles technologies de production ont été incorporées, les opérations minières ont augmenté, les investissements publics ont augmenté et l'industrialisation a progressé.
Mais ces changements, s'ils sont importants, seront limités à des domaines spécifiques, à des activités spécifiques ou ne conserveront pas un continuum dans le temps. Les raisons fondamentales de ce qui en Europe, une authentique révolution industrielle, en Espagne souffrent d'un ralentissement important qui s'explique par plusieurs phénomènes: premièrement, le retard dans la mise en place d'améliorations dans les communications; deuxièmement, le niveau élevé d'analphabétisme qui a atteint plus de 80% de la population; troisièmement, l'instabilité politique et la poursuite des guerres civiles avec les carlistes qui nuisent à l'économie; et quatrièmement, un faible niveau de capitalisation et de culture économique.

#### Un pays agricole
En Espagne sous le règne d'Isabelle II, 62,5% de la population dépendait encore de l'agriculture, il est vrai que des progrès avaient été accomplis depuis Charles IV où cette dépendance était de 70%.
Environ 9 500 000 Espagnols travaillaient dans secteur primaire, en particulier dans les cultures des zones arides (blé et orge). Cependant, de nouvelles cultures plus rentables ont été lancées qui offraient une plus grande valeur ajoutée comme la vigne (l'Espagne deviendra le premier producteur mondial de vin après la peste du phylloxéra en France), les agrumes et les oliviers. La confiscation a favorisé certains agriculteurs à consacrer leurs efforts et leurs ressources à l'irrigation dans divers territoires, même si l'effet sera plus sensible au nord et à l'est qu'au sud, à l'exception de certaines zones du bassin du Guadalquivir.

#### L'industrie
D'ici 1860, l'industrie sidérurgique sera concentrée dans le sud et, plus tard, dans le nord, créant la première entreprise à Malaga. Les industries du textile et du papier seront situées en Catalogne et dans l'actuelle Communauté valencienne. Barcelone sera le premier noyau clairement industriel des années 1850 et 1860, avec un fort poids de la régionalisation dite de l'investissement, c'est-à-dire d'une concentration industrielle marquée par l'effort de la bourgeoisie de chaque territoire et qui ne reste que dans la zone d'origine, ce qui entraînera à terme une différence considérable entre certaines régions et d'autres dans leur développement à la fin du XIXe siècle et dans le premier tiers du XXe siècle.
L'instrument unique d'industrialisation fut le chemin de fer, dont le premier plan général fut approuvé en 1851. En 1855, la loi générale des routes de fer sera approuvée. Des quelques kilomètres qui ont existé après l'ouverture de la ligne Barcelone-Mataró en 1848, il y avait un réseau de plus de 5000 Km rayonnant de Madrid au reste de l'Espagne. Le deuxième élément important a été la transformation de chemins en routes, qui sont passées d'environ 3 500 kilomètres en 1830 à environ 19 000 en 1865.

#### Finances et commerce
L'activité financière était orientée grâce à la fusion de la Banque d'Isabelle II créée en 1844 (la première banque de crédit espagnole) avec la Banque de San Fernando (la banque émettrice de devises) en une seule entité qui est devenue officiellement la Banque d'Espagne en 1856. Le nouveau règlement financier a permis la création de la Banque de Barcelone en tant que premier établissement de crédit privé en 1844.
Le commerce intérieur s'est accentué avec l'amélioration des communications. Les nouveaux besoins industriels ont favorisé les échanges. L'importation de produits essentiels, à l'exception du blé moins cher à importer que de le cultiver, a été réduite, avec une croissance significative des exportations de produits manufacturés et de produits agricoles ou de leurs dérivés dans les industries de transformation.